# Altersklasse (Fußball)
Im Fußball gibt es, damit ein ausgeglichener Wettbewerb gewährleistet ist, verschiedene Altersklassen.

## Deutschland
In Deutschland gilt die Altersklasseneinteilung des Deutschen Fußball-Bundes.
Stichtag für die Einteilung in die Altersklassen ist der 1. Januar eines jeden Jahres. Das Spieljahr (Saison) beginnt jedes Jahr am 1. Juli und endet am 30. Juni im Jahr darauf.
Die Fußballjugend spielt in folgenden Altersklassen:
- G-Junioren (Bambini/U7): G-Junioren einer Spielzeit sind Spieler, die im Kalenderjahr, in dem das Spieljahr beginnt, noch nicht das 7. Lebensjahr vollenden oder vollendet haben. In der Saison/Spieljahr 2025/26 sind dies die Jahrgänge 2019 und jünger.

- F-Junioren (U8/U9): F-Junioren einer Spielzeit sind Spieler, die im Kalenderjahr, in dem das Spieljahr beginnt, das 7. oder das 8. Lebensjahr vollenden oder vollendet haben. In der Saison/Spieljahr 2025/26 sind dies die Jahrgänge 2017 bzw. 2018.

- E-Junioren (U10/U11): E-Junioren einer Spielzeit sind Spieler, die im Kalenderjahr, in dem das Spieljahr beginnt, das 9. oder das 10. Lebensjahr vollenden oder vollendet haben. In der Saison/Spieljahr 2025/26 sind dies die Jahrgänge 2015 bzw. 2016.

- D-Junioren (U12/U13): D-Junioren einer Spielzeit sind Spieler, die im Kalenderjahr, in dem das Spieljahr beginnt, das 11. oder das 12. Lebensjahr vollenden oder vollendet haben. In der Saison/Spieljahr 2025/26 sind dies die Jahrgänge 2013 bzw. 2014.

- C-Junioren (U14/U15): C-Junioren einer Spielzeit sind Spieler, die im Kalenderjahr, in dem das Spieljahr beginnt, das 13. oder das 14. Lebensjahr vollenden oder vollendet haben. In der Saison/Spieljahr 2025/26 sind dies die Jahrgänge 2011 bzw. 2012.

- B-Junioren (U16/U17): B-Junioren einer Spielzeit sind Spieler, die im Kalenderjahr, in dem das Spieljahr beginnt, das 15. oder das 16. Lebensjahr vollenden oder vollendet haben. In der Saison/Spieljahr 2025/26 sind dies die Jahrgänge 2009 bzw. 2010.

- A-Junioren (U18/U19): A-Junioren einer Spielzeit sind Spieler, die im Kalenderjahr, in der das Spieljahr beginnt, das 17. oder das 18. Lebensjahr vollenden oder vollendet haben. In der Saison 2025/26 sind dies die Jahrgänge 2007 bzw. 2008.

Im Bereich der B-Junioren und jünger sind gemischte Staffeln (Jungen- und Mädchen-Mannschaften) zulässig.
Wo die örtlichen Verhältnisse es notwendig erscheinen lassen, können vom zuständigen Jugendausschuss Spielrunden mit Mannschaften zugelassen werden, in denen Spieler verschiedener Altersklassen mitspielen.

## Österreich
In Österreich werden die Fußballspieler in Altersklassen eingeteilt, wobei wie in Deutschland und der Schweiz der 1. Januar als Stichtag für das Alter gilt und das Maximalalter mit einem „U“ davor dargestellt wird. Für die Spielberechtigung in einer U19-Nachwuchsmannschaft muss man beispielsweise in der Saison 2008/09 nach dem 31. Dezember 1989 (Stichtag: 1. Januar 1990) geboren worden sein, für eine U8-Nachwuchsmannschaft gilt in dieser Saison z. B. der Stichtag 1. Januar 2001. Mädchen spielen in den Nachwuchsklassen bis U 14 gemeinsam mit den Buben, jedoch dürfen sie ein Jahr länger spielen. So ist ein Mädchen, das nach Stichtag nur für die U 11 vorgesehen wäre, in der U 10 spielberechtigt.
Je nach Landesverband (je Bundesland) darf jedoch eine gewisse Anzahl an maximal ein Jahr älteren Spielern eingesetzt werden.
Als U23-(teilweise auch U24-)Mannschaften gelten in der Regel die Reservemannschaften, wobei es hier regional unterschiedliche Bestimmungen bzgl. der Teilnahme von älteren Spielern gibt.
Für den Ligabetrieb gibt es noch regional unterschiedliche Bestimmungen, da jeder Landesverband eigene Richtlinien ausgibt. So werden beispielsweise beim Wiener Fußball-Verband Spielergebnisse erst ab der U11-Meisterschaft gewertet, jedoch fließen erst ab der U14 die Ergebnisse auf eine Gesamttabelle ein, die über Auf- und Abstieg für sämtliche Nachwuchsmannschaften des Vereins entscheidet.

Eine einheitliche Ligastruktur gibt es nicht, wobei jedoch die Nachwuchszentren bzw. Fußballakademien der Vereine der Bundesliga (bis auf Kapfenberger SV) in einer österreichischen Nachwuchsmeisterschaft (TOTO-Jugendliga) in den Altersklassen U18, U16 und U15 spielen. Zusätzlich zu den Bundesligavereinen LASK, FK Austria Wien, SK Rapid Wien, FC Red Bull Salzburg, SV Ried, SK Sturm Graz, SV Mattersburg, SCR Altach und SK Austria Kärnten stellen noch die Zweitligavereine Wacker Innsbruck, Admira Wacker und SKN St. Pölten ihre Nachwuchsmannschaften für diese Liga.

## Schweiz
In der Schweiz werden die Fußballspieler in folgende Altersklassen, wobei der 1. Januar Stichtag für das Alter ist, eingeteilt:
 Altersklassen 
- Spitzenfußball
  - 1. Mannschaft (ab 17 Jahren)
  - U21/2. Mannschaft (ab 17 Jahren)
  - U18 (16 und 17 Jahre)
  - U16 (14 und 15 Jahre)
  - U15 (13 und 14 Jahre)
- Breitenfußball
  - Senioren (neu ab 2014) 30+, 40+ oder 50+
  - 1. Mannschaft (ab 17 Jahren)
  - 2. Mannschaft (ab 17 Jahren)
  - Junioren A (17, 18 und 19 Jahre)
  - Junioren B (15 und 16 Jahre)
  - Junioren C (13 und 14 Jahre)
  - Junioren D (11 und 12 Jahre)
  - Junioren E (9 und 10 Jahre)
  - Junioren F (7 und 8 Jahre)
  - Junioren G (5 und 6 Jahre)

 Regelungen 
- B-Junioren dürfen in A-Mannschaften spielen
- C-Junioren dürfen in B-Mannschaften spielen
- D-Junioren dürfen in C-Mannschaften spielen
- E-Junioren dürfen in D-Mannschaften spielen
- Der Einsatz von Junioren in einer jüngeren Kategorie ist nicht gestattet.
- Juniorinnen des jüngeren Jahrganges der Juniorenkategorien C, D und E können in der nächstunteren Kategorie eingesetzt werden.
- Im Kinderfußball (Junioren D, E, F) und bei den Junioren C sind gemischte Mannschaften Mädchen/Jungen erlaubt.
- Junioren B, C, D, E und F dürfen am selben Tag nicht mehr als ein Wettspiel austragen.

## Kritik
Durch die Einteilung in Kalenderjahre spielen Kinder, die spät im Jahr geboren sind, mit durchschnittlich älteren Kindern zusammen, als früh im Jahr geborene. Besonders in den jüngsten Spielklassen kann dies zu einer Benachteiligung führen, beispielsweise bei der Talentförderung.
Teilt man, wie dies früher der Fall war, die Kinder mit Stichtag 1. Juli ein, würden allerdings die Frühjahrskinder benachteiligt.
Dagegen ist auch einzuwenden, dass bei einer vorbildlichen Ausbildung die Talentförderung nicht gefährdet sein sollte. Im Training müssten die Kinder sowieso immer nach ihrem jeweiligen Können individuell gefördert werden. Das Problem in Deutschland könnte eher in der Qualifikation der Kinder- und Jugendtrainer sowie in dem immer noch sehr weit verbreiteten „Leistungsnachweis Tabellenstand“ liegen. Gerade in den jüngsten Spielklassen müsste es vielmehr so sein, dass der Trainer am Spieljahresende für jeden einzelnen Spieler überprüft, ob er das gesteckte Saisonziel im Hinblick auf die Ausbildung und Entwicklung des Spielers erreicht hat. Mit dieser Individualisierung würde die angebliche Benachteiligung in Spielen gegen ältere und vielleicht „überlegene“ Spielpartner keine Rolle spielen.